# Belladamadu, Madhugiri
Belladamadu là một làng thuộc tehsil Madhugiri, huyện Tumkur, bang Karnataka, Ấn Độ.